# Oberwall Rüdigershagen
Der Oberwall, auch Oberburg genannt ist eine abgegangene mittelalterliche Burg in Rüdigershagen in der Gemeinde Niederorschel im Landkreis Eichsfeld in Thüringen.

## Lage
Die ehemalige Burganlage befindet sich am südlichen Ortsrand von Rüdigershagen am Fuß des Steilabfalles des Dün auf einem kleinen flachen Bergvorsprung. Die heutige Landesstraße L1015 führt von Hüpstedt kommend zwischen Wallingsberg und Köhlerberg in einem kleinen Taleinschnitt serpentinenartig um das Dorf herum in Richtung Niederorschel.

## Geschichte
Die Burg lag an einer historischen Fernstraße von Mühlhausen über den Dün nach Duderstadt und Norddeutschland und diente sicherlich deren Überwachung. Sie stand vermutlich in unmittelbarer Beziehung zur nahen Unterburg in Rüdigershagen, eine exakte Zuordnung historischer Belege zu den verschiedenen Burgen ist nicht immer möglich.
Wann die obere Burg erbaut wurde, ist nicht genau bekannt. Beide Burgen waren im 13. Jahrhundert im Besitz der Herzöge von Braunschweig. Ein Burchard von Bodungen war 1273 deren Burgmann in Hagen (castellanus noster Indagine). 1288 wird ein Gunter von Hagen und sein Sohn als Besitzer der unteren Burg (de indagine de inferiori castro) und weitere Herren als civis superioris castri in indagine in einer Urkunde als Zeugen genannt. 1300 wurde ein Eckardt Wolf als Castelanus de Indagine genannt, auf welcher Burg ist nicht beschrieben, auch die Burg Westernhagen bei Berlingerode wurde anfangs nur Burg Hagen genannt.
Die Herren von Hagen hatten auch als Burgmänner auf der kaiserlichen Reichsburg Mühlhausen bis zu deren Zerstörung einen Burgsitz. 1311 waren Heinrich und Dietrich Herren der Unterburg und gelobten, der Stadt Mühlhausen Sicherheit und Schutz in den Schlössern Ober- und Unterhagen zu gewähren. Die Burgen sind wahrscheinlich Pfandgut der Herzöge von Braunschweig. 1315 sollen beide Burgen von Mühlhäuser Bürgern zerstört worden sein. Die Brüder Heinrich und Theodor schließen 1352 wegen der Zerstörung der Burg Hagen einen Vertrag mit der Stadt Mühlhausen über einen ewigen Frieden. Die Familie von Hagen ließ sich schließlich im benachbarten Deuna nieder.
Danach wurde vermutlich nur die untere Burg wieder aufgebaut, archäologische Funde sind für die Zeit danach aber auch auf der Oberburg nachweisbar. Heinrich und sein Sohn  Rüdiger von Hagen verpfänden 1376 beide Burgsitze an die von Knorr. 1544 löst Christoph von Hagen den Pfand wieder ein und bringt beide Burgsitze wieder in den Besitz der Familie von Hagen. 
Die Bezeichnung Wall entstand vermutlich erst mit Aufgabe der Burgen. Durch die Zugehörigkeit der Burgen und des Dorfes Rüdigershagen zum Herzogtum Braunschweig und dem späteren Kurfürstentum Braunschweig-Lüneburg war es nicht Teil des historischen Eichsfeldes, alte Grenzsteine an der Gemarkungsgrenze zeugen noch heute davon.
Ob auf dem Bergkamm des Dün, dem Schwarzburger Kopf, eine weitere Burg gestanden hat, lässt sich weder archäologisch nachweisen, noch in Urkunden belegen.

## Anlage
Der Oberwall, auch oberstes Haus oder Hinterm Walle genannt, befindet sich am Südrand der Dorfbebauung am Übergang zum Dünwald auf einem leicht nach Norden geneigten Gelände. Die ehemals runde Burgstelle ist im Norden und Osten durch Bebauung zerstört worden, im Süden und Westen ist noch ein Wall mit vorgelagerten Graben und einem weiteren Wall erkennbar. Wall und Graben sind bei der oberen Burg stärker ausgeprägt, einen Wassergraben hat es hier nicht gegeben.